# Cierra Ramirez
Pour les articles homonymes, voir Ramirez.
Cierra Alexa Ramirez (née le 9 mars 1995 à Houston, au Texas) est une actrice et chanteuse américaine.
Elle est connue pour son rôle de Mariana Adams Foster dans les séries télévisées américaine The Fosters (2013-2018) et dans la série dérivée, Good Trouble (depuis 2019).

## Biographie
Née à Houston, au Texas, Cierra a grandi entre Los Angeles et New York. Elle a également étudié au lycée, Westside High School, à Houston.

### Carrière
Elle a lancé sa carrière à l'âge de 10 ans en participant au concours de chant, Showtime at the Apollo, en interprétant une chanson intitulée I Am Changing. En 2007, à l'âge de 12 ans, elle a eu un rôle récurrent dans la troisième saison de La Vie de palace de Zack et Cody, aux côtés d'Ashley Tisdale.
Elle assurait les premières parties des concerts de Earth, Wind and Fire, Ruben Studdard, Kimberly Caldwell et Ace Young. Elle est même sous contrat avec le label Temper Music Group et travaille sur son premier album. Elle a ensuite joué dans douze épisodes de la série La Vie secrète d'une ado ordinaire, puis elle a joué le personnage principal dans le film Girls attitude : mode d'emploi aux côtés d'Eva Mendes. Grâce à ce rôle, elle a remporté un ALMA Awards dans la catégorie "Meilleure actrice de second rôle dans un film".
En août 2013, elle rejoint le casting principal de la série télévisée The Fosters produite par Jennifer Lopez dans le rôle de Mariana Adams Foster. La série est diffusée entre le 3 juin 2013 et le 6 juin 2018 sur ABC Family / Freeform. Pour ce rôle, elle sera nommée plusieurs fois dans la catégorie "Meilleure actrice de séries télévisées de l'été" lors de la cérémonie des Teen Choice Awards.
Le 3 janvier 2018, la chaîne Freeform annonce qu'elle sera au casting principal de Good Trouble, la série dérivée de The Fosters durant lequel, elle reprend le rôle de Mariana Adams Foster. La série est diffusée depuis le 8 janvier 2019 sur Freeform. Elle produit également la série avec sa co-star Maia Mitchell et Jennifer Lopez,.
Le 2 août 2021, elle a été choisie pour jouer dans le film The Re-Education of Molly Singer réalisé par Andy Palmer aux côtés de Britt Robertson, Holland Roden, Nico Santos, Wendie Malick, Jaime Pressly et Ty Simpkins,.

## Filmographie

### Films
- 2006 : All In : Marisol
- 2007 : Star and Stella Save the World : Stella Rivera
- 2012 : Girls attitude : mode d'emploi : Ansiedad
- 2017 : Bois,tue,aime : Pearl
- 2022 : The Re-Education of Molly Singer de Andy Palmer : Lindsay

### Télévision
- 2006 : Les Experts : Miami : Isabell (saison 4, épisode 16)
- 2006 : Zoé : une fille (saison 3, épisode 1)
- 2006 : Desperate Housewives : Anne Marie (saison 3, épisode 8)
- 2007 : La Vie de palace de Zack et Cody : Jasmine (4 épisodes)
- 2012-2013 : La Vie secrète d'une ado ordinaire : Kathy (22 épisodes)
- 2013-2018 : The Fosters : Mariana Adams Foster (rôle principal - 104 épisodes)
- 2017 : Rencontre avec un vampire (Drink, Slay, Love) : Pearl (téléfilm)
- 2018 : Marvel Rising : America Chavez / Miss America (voix)[15]
- 2018 : Marvel Rising: Secret Warriors : America Chavez / Miss America (téléfilm, voix)
- 2019-2024 : Good Trouble : Mariana Adams Foster (rôle principal - également productrice déléguée)

## Distinctions
| Année | Cérémonie                            | Catégorie                                         | Travail Récompensé                 | Résultat   |
| ----- | ------------------------------------ | ------------------------------------------------- | ---------------------------------- | ---------- |
| 2012  | ALMA Awards                          | Meilleure actrice de second rôle dans un film     | Girls attitude : mode d'emploi     | Lauréat    |
| 2012  | Imagen Foundation Awards             | Meilleure actrice de second rôle dans un téléfilm | Girls attitude : mode d'emploi     | Lauréat    |
| 2013  | Imagen Foundation Awards             | Meilleure jeune actrice dans une série            | La Vie secrète d'une ado ordinaire | Nomination |
| 2014  | 16e cérémonie des Teen Choice Awards | Meilleure actrice de l'été                        | The Fosters                        | Nomination |
| 2016  | 18e cérémonie des Teen Choice Awards | Meilleure actrice de l'été                        | The Fosters                        | Nomination |
| 2017  | 19e cérémonie des Teen Choice Awards | Meilleure actrice de l'été                        | The Fosters                        | Nomination |